# George Siegmann
George A. Siegmann (8. února 1882 New York – 22. června 1928 Hollywood), uváděný také jako George Seigmann, byl americký herec a filmový režisér éry němého filmu. Mezi jeho nejvýznamnější role patří účinkování ve filmech jako Zrození národa (1915), Intolerance (1916), Tři mušketýři (1921), Oliver Twist (1922), Kočka a kanárek (1927) a Muž, který se směje (1928).

## Život a kariéra
Siegmann se narodil v New Yorku v roce 1882 a během své kariéry se objevil ve více než 100 filmech. Mezi jeho nejznámější role patří Silas Lynch ve filmu Zrození národa od D.W. Griffitha (1915), Kýros Veliký ve snímku Intolerance (1916), Porthos ve filmu Tři mušketýři (1921), Bill Sikes v Oliveru Twistovi (1922), strážný ve filmu Kočka a kanárek (1927) a Dr. Hardquanonne ve filmu Muž, který se směje, který byl dokončen v roce 1927 a uveden v roce 1928. V roce 1919 režíroval pro společnost Universal Pictures pětidílný horor The Trembling Hour, v němž si zahráli Kenneth Harlan a Helen Eddy.
Siegmannova kariéra téměř skončila předčasně v roce 1915, když byl vážně zraněn při autonehodě, kterou způsobil herec a režisér Tod Browning. Browning v plné rychlosti narazil do „pracovního vozu naloženého železnými kolejnicemi“, údajně proto, že neviděl zadní světlo vozidla. Další herec, Elmer Booth, který s nimi jel, zemřel na místě. Siegmann utrpěl čtyři zlomená žebra, hluboké tržné rány na stehně a vnitřní zranění. Browning byl rovněž vážně zraněn – měl roztříštěnou pravou nohu a přišel o přední zuby.
Siegmann byl ženatý nejméně dvakrát. V roce 1917 se oženil s dvacetidvouletou Marguerite Webb, pocházející z Michiganu. Délka jejich manželství není známa, ale pravděpodobně skončilo rozvodem před jeho druhým sňatkem s Maud Darby v roce 1927. Toto druhé manželství bylo velmi krátké, protože následujícího roku George ve věku 46 let zemřel na zhoubnou anémii.

## Fimografie
- The Hessian Renegades (1909) – Hessian (filmový debut)
- A Flash of Light (1910) – svatební host
- The Green-Eyed Devil (1914)
- Brute Force (1914)
- Home, Sweet Home (1914)
- The Lover's Gift (1914) – šerif Reed
- The Angel of Contention (1914) – šerif Magoon
- The Avenging Conscience (1914) – The Italian
- Zrození národa (1915) – Silas Lynch
- A Yankee from the West (1915) – šerif Dick
- Intolerance (1916) – Kýros
- Should She Obey? (1917) – Allegorical Types
- Grafters (1917) – The Menace
- The Little Yank (1917)
- Mother Love and the Law (1917) – William Bernard
- Hearts of the World (1918) – Von Strohm
- The Great Love (1918) – Mr. Seymour
- The Hawk's Trail (1919) – Quang Goo Hai
- The Spitfire of Seville (1919)
- The Trembling Hour (1919)
- The Untamed (1920) – Jim Silent
- Little Miss Rebellion (1920) – plukovník Moro
- The Big Punch (1921) – Flash McGraw
- Partners of Fate (1921) – Purser
- A Connecticut Yankee in King Arthur's Court (1921) – Sir Sagramore
- The Queen of Sheba (1921) – král Armud ze Sáby
- Desperate Trails (1921) – šerif Price
- Shame (1921) – Foo Chang
- Tři mušketýři (1921) – Porthos
- Silent Years (1921) – Pierre Gavot
- The Truthful Liar (1922) – Mark Potts
- Fools First (1922) – Spud Miller
- Monte Cristo (1922) – Luigi Vampa
- Oliver Twist (1922) – Bill Sikes
- Hungry Hearts (1922) – Rosenblatt
- A California Romance (1922) – Don Juan Diego
- Lost and Found on a South Sea Island (1923) – Faulke
- Slander the Woman (1923) – Scarborough
- Stepping Fast (1923) – 'Red' Pollock
- Merry-Go-Round (1923) – Schani Huber
- Scaramouche (1923) – Danton
- Hell's Hole (1923) – Conductor
- The Eagle's Feather (1923) – Van Brewen
- Jealous Husbands (1923) – 'Red' Lynch
- Anna Christie (1923) – Annin strýc
- Enemies of Children (1923)
- The Man Life Passed By (1923) – Crogan
- On Time (1924) – Wang Wu
- Singer Jim McKee (1924) – 'Brute' Bernstein
- Stolen Secrets (1924) – Nat Fox
- The Shooting of Dan McGrew (1924) – Jake Hubbel
- When a Girl Loves (1924) – Rogojin
- The Right of the Strongest (1924) – 'Trav' Williams
- The Guilty One (1924) – Captain
- Revelation (1924) – Hofer
- Janice Meredith (1924) – plukovník Rahl
- Manhattan (1924) – Bud McGinnis
- A Sainted Devil (1924) – El Tigre
- Recompense (1925) – Stenhouse
- Zander the Great (1925) – Black Bart
- Never the Twain Shall Meet (1925) – James Muggridge
- Pursued (1925) – John Grant
- Manhattan Madness (1925) – Dr. Harlan
- The Caretaker's Daughter (1925) – The Gunman - Prospective Car Buyer
- The Red Kimono (1925) – Mr. Mack
- The Sporting Life (1925) – Limehouse Dan Crippen
- The Phantom Express (1925) – Rufus Hardy
- The Palace of Pleasure (1926) – Caesar
- The Midnight Sun (1926) – Ivan Kusmin - Banker
- My Old Dutch (1926) – Workhouse Superintendent
- Born to the West (1926) – Jesse Fillmore
- The Carnival Girl (1926) – Sigmund
- Poker Faces (1926) – George Dixon
- The Old Soak (1926) – Al
- Hotel Imperial (1927) – gen. Juschkiewitsch
- The Red Mill (1927) – Willen
- The King of Kings (1927) – Barabáš
- Kočka a kanárek (1927) – strážný
- Love Me and the World Is Mine (1927) – Porter
- Uncle Tom's Cabin (1927) – Simon Legree
- The Thirteenth Juror (1927) – The Politician, George Quinn
- Stop That Man! (1928) – 'Butch' Barker
- Muž, který se směje (1928) – Dr. Hardquanonne (poslední filmová role)